# Chiesa di San Martino Vescovo (Ostellato)
La chiesa di San Martino Vescovo è la parrocchiale nella frazione di Alberlungo del comune di Ostellato, in provincia di Ferrara. Appartiene al vicariato di San Cassiano dell'arcidiocesi di Ferrara-Comacchio e la sua costruzione risale al XII secolo.

## Storia
Alberlungo come centro abitato venne ricordato in una bolla papale di Leone VIII nel 964. In seguito fu citato il monastero di Cella Volania, nel 1192, esistente nel territorio. Alberlungo negli statuti ferraresi divenne Valle Longa e, dal XII secolo, si iniziò a citare documentalmente la piccola chiesa dedicata a San Martino, che con ogni probabilità era un semplice oratorio.
Attorno al 1860 la piccola chiesa originale venne completamente ricostruita in stile neoclassico.
Tra i titolari della parrocchia figurano personalità storiche come Biagio Novelli, in seguito vescovo di Adria, e Ippolito d'Este.
Il terremoto del 2012 ha provocato diversi danni alla struttura e sono stati resi necessari lavori di consolidamento e restauro post sisma.

## Descrizione

### Esterni
La chiesa, che mostra orientamento è verso sud, ha la facciata a salienti ed è in cotto ferrarese a vista con frontone superiore classicheggiante. Il portale di accesso è architravato e sormontato in asse da una finestra a lunetta che porta luce alla sala.

### Interni
Nell'interno la parte presbiteriale, leggermemte rialzata si presenta su pianta a semicerchio e la navata è unica con quattro cappelle laterali.